# ミール
ミール（露: Мир）は、ソビエト連邦によって1986年2月19日に打ち上げられ、2001年3月23日まで使われた宇宙ステーションである。ミールという名前は、ロシア語で「平和」「世界」を意味する。サリュートの後継機。

## 概要
コアモジュールはサリュート6・7号とほぼ同じ構造を使用しているが、新たに5個のドッキングポートを有する球状のドッキング区画を装備した。サリュート6, 7号が2箇所のドッキングポートしかなかったのに対して、ミールのコアモジュールは計6箇所のドッキングポートを利用できた。これを利用して1996年までの10年間に5つの大型モジュールが打ち上げられ、それらを結合することによって規模を拡大させた。残りの1箇所とクバント1のドッキングポートには、ソユーズ宇宙船とプログレス補給船のドッキングに使用された。
1990年代にアメリカ合衆国主導の国際宇宙ステーション計画へロシア連邦が参加することが決定し、1997年のプログレス補給船衝突事故以降、施設の老朽化と陳腐化が関係者の間で問題となり、またロシア側が新たな基本モジュール（名称：ズヴェズダ。ミールのコアモジュールの改良型）の打ち上げに意欲を示したことから、国際宇宙ステーションに飛行士が滞在するのに合わせて廃棄する事となり、2001年3月23日に大気圏に突入した。15年もの間、旧東側諸国を中心にアメリカやヨーロッパからも100人以上の宇宙飛行士が訪れた。
宇宙飛行士の往復には主に有人宇宙船ソユーズ（ソユーズT、ソユーズTM）が使用され、補給品の輸送には無人貨物宇宙船プログレス（初代およびプログレスM、プログレスM1）も使用された。またスペースシャトルも8回のドッキングを行った。

## 歴史
- 1986年2月19日協定世界時21時28分23秒（モスクワ時間2月20日0時28分23秒）、コアモジュールの打ち上げ[5]。
- 1990年12月にはTBSの秋山豊寛が宇宙特派員として日本人初の宇宙飛行を達成、ミールから9日間に渡る宇宙リポート『日本人初!宇宙へ』を行った[5]。
- 1994年1月から1995年3月までワレリー・ポリャコフがミールに滞在し、437日間の連続宇宙滞在記録を樹立[5]。
- 1995年6月30日、アメリカ合衆国のスペースシャトル「アトランティス (STS-71)」がドッキングした。米露のドッキングは1975年のアポロ・ソユーズテスト計画以来であり、これ以降、STS-74、STS-76、STS-79、STS-81、STS-84、STS-86、STS-89がドッキングした。
- 1997年2月23日、交代のためクルー6人が滞在していた時に、クバント1に装備していたバックアップ用の酸素発生キャニスター(SFOG)を使用した際に炎が噴き出し、一時、船内は煙で充満した[5]。クルーは酸素マスクを装着して消火器を使って鎮火し、その後空気浄化装置を使って有害なガスを除去した[11]。
- 1997年6月25日に無人宇宙輸送船プログレスM-34のミールからのTORUシステムを使用した手動ドッキングテスト時に、スペクトルモジュールに衝突する事故が発生し、空気漏れが生じたため、スペクトルモジュールを閉鎖した[5]。この際、ハッチを緊急に閉鎖するにあたり電力ケーブルなどを切断したため電力不足にも陥った。その後、3回の船外活動でスペクトルモジュールからの電力供給をほぼ回復させる事はできたが、空気漏れの箇所の特定・修理は2000年4月までできず、スペクトルモジュールは使用できなくなった[12]。
- 1998年8月13日のソユーズTM-28に乗り込んだ日本のガチャピンが、ポンキッキーズ の「ガチャピン宇宙へ」企画で8月15日から8月20日までの5日間滞在。定期的にP-kiesワンダーランド会場（臨海副都心青海Q地区）と中継する計画であったが、通信事情が劣悪でほとんど映像を伝送できず、帰還後の8月30日に予定していた特別番組の放送が中止された。
- 1999年8月28日にソユーズTM-29が分離し、ミールは2000年4月6日まで無人となった。
- 2000年4月6日にソユーズTM-30がドッキング。アメリカのMirCorp.が資金提供し、ミールの修理を行い、今後の商業利用の準備を整えた。2000年6月16日に帰還すると再び無人状態となった[5]。
- 2001年3月23日に南太平洋上の大気圏に再突入、廃棄処分された[2]。燃え尽きなかった部分は、到達不能極（ポイント・ネモ）付近に落下した[2]。

## モジュール
ミールは、別々に打ち上げられた7つのモジュールを接続することで建設された。スペースシャトルで打ち上げられたドッキングモジュール以外は、すべてプロトンロケットで打ち上げられた。
| モジュール                          | 打ち上げ日・ ドッキング日     | 打ち上げ機                                | 質量      | 結合時のソユーズミッション | 用途 | 単独画像 | 全体画像 |
| ----------------------------------- | ----------------------------- | ----------------------------------------- | --------- | -------------------------- | --- | -------- | -------- |
| コアモジュール Core Module          | 1986年2月19日 -               | プロトン 8K82K                            | 20,100 kg | -                          | 主要な居住区であり、全モジュールの中核となる。                                                                              |          |          |
| クバント1 Kvant-1                   | 1987年3月31日 1987年4月12日   | プロトン 8K82K                            | 10,000 kg | ソユーズTM-2               | コアモジュール後部に結合。X線と紫外線天体観測。姿勢制御用のジャイロダインを装備。後に姿勢制御スラスタパッケージを追加設置。 |          |          |
| クバント2 Kvant-2                   | 1989年11月26日 1989年12月6日  | プロトン 8K82K                            | 19,640 kg | ソユーズTM-8               | 新しく、より高度な生命維持装置、予備の科学実験設備、エアロック。                                                            |          |          |
| クリスタル Kristall                 | 1990年5月31日 1990年6月10日   | プロトン 8K82K                            | 19,640 kg | ソユーズTM-9               | 工学、材料処理、地球物理学、天文学の研究。端にドッキングポートを2基装備。                                                   |          |          |
| スペクトル Spektr                   | 1995年5月20日 1995年6月1日    | プロトン 8K82K                            | 19,640 kg | ソユーズTM-21              | 地球観測用の実験モジュール。                                                                                                |          |          |
| ドッキングモジュール Docking Module | 1995年11月12日 1995年11月15日 | スペースシャトル・アトランティス (STS-74) | 6,134 kg  | ソユーズTM-22              | クリスタルに結合。スペースシャトルとのドッキング。                                                                          |          |          |
| プリローダ Priroda                  | 1996年4月23日 1996年4月26日   | プロトン 8K82K                            | 19,000 kg | ソユーズTM-23              | リモートセンシング |          |          |

## ミール予備機
ミールのコアモジュールとクバント1は予備機が製作され、緊急時の対策として保管する傍ら宇宙飛行士の地上訓練や国外での展示などに使用された。
1989年、名古屋の世界デザイン博覧会に出展された予備機を堀江企画が購入、1990年に岩倉建設に転売された後、1992年には札幌市で開催されたコミュニケーションワールド'92 北海道2000にも展示され、1998年に北海道苫小牧市へ寄贈された（なお、元・苫小牧市長の岩倉博文は岩倉建設の役員であった）。10月12日から展示され直後の16日には本機に188日間滞在したシャノン・ルシッド宇宙飛行士も来訪した。
当初は苫小牧市科学センターの脇で屋外展示され金網で囲み外部のみを公開する形で冬季は非公開としていたが地元マスコミや宇宙工学家から批判が生じたことも有り、1.1億円の工費をかけ内3分の2を産業再配置促進施設整備費補助金で賄い、1999年に「ミール展示館」が建設され12月12日に完成。また室内展示化に合わせ内部公開も開始された。2001年の本機の廃棄時には専門家が訪れ危険性調査のための分析にも用いられた。

## 搭載機器にまつわる話

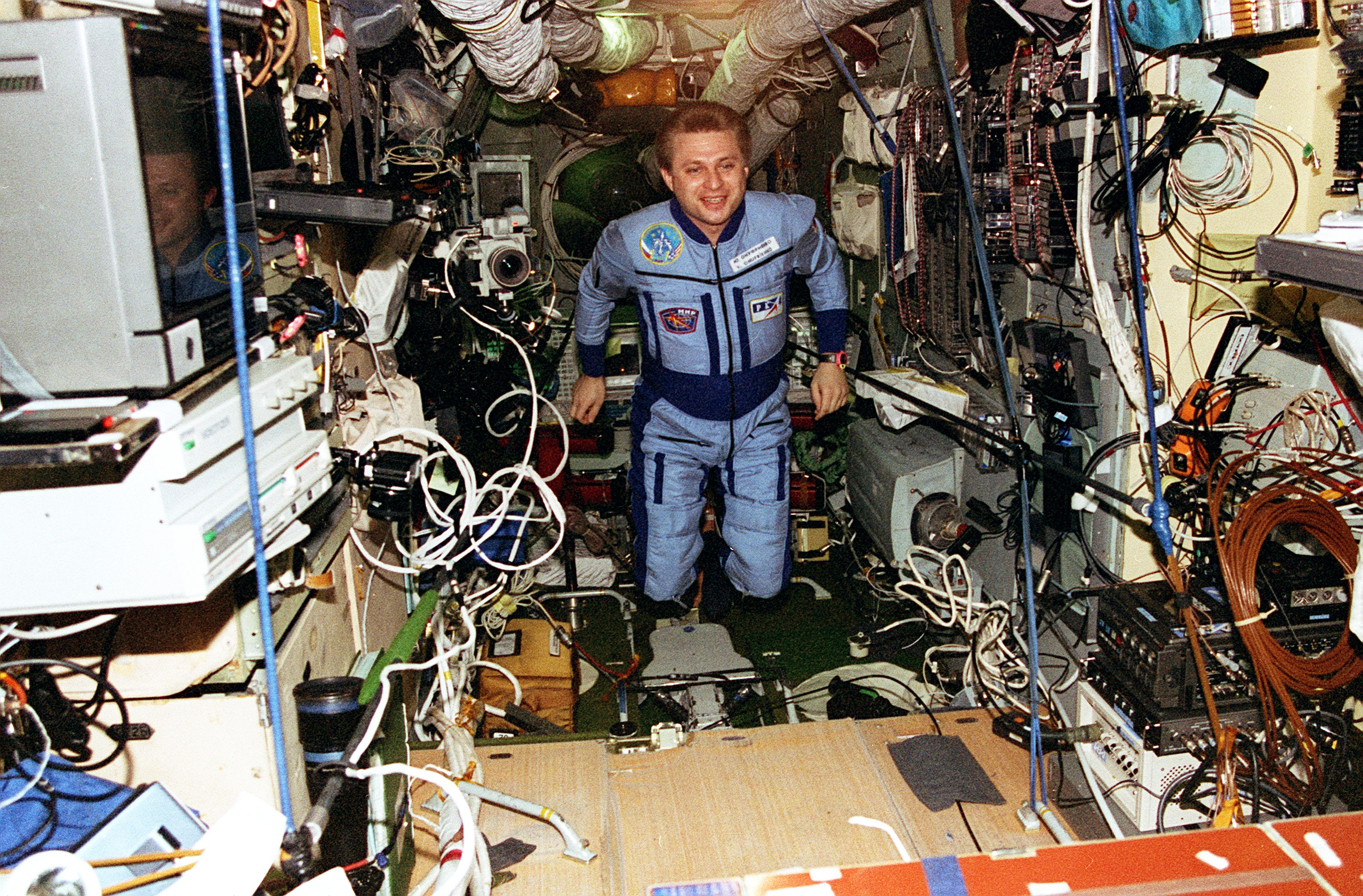
ミールのコアモジュール。左側の白い機材がHB-G900APと見られる（1996年3月）

- 画像編集などの用途でSonyのHB-G900 (MSX2) が使用されていた（経緯に関してはMSXと冷戦を参照）。MSX愛好家の間では愛着を込めて「MSXを使用している宇宙船」として認識されていた。1990年12月、日本のTV局であるTBSの宇宙プロジェクト『日本人初!宇宙へ』にて撮影されたビデオの編集に使用されていたことが、スポンサーであるソニーの技術情報誌の特集記事として掲載された。
- 宇宙という場所にありながら、宇宙飛行士が数ヶ月単位で長期滞在するために、ゲーム、音楽の入ったCDやテープ、さらには酒やアダルトビデオも持ち込まれたといわれる。

## 関連文献
- 若居亘『宇宙で食べるレタスの味 ソ連宇宙ステーションミールの秘密』同文書院、1987年。OCLC 673001477。国立国会図書館書誌ID:000001896407
- ブライアン・バロウ『ドラゴンフライ ミール宇宙ステーション・悪夢の真実〈上〉〈下〉』北村道雄（上巻翻訳）、小林等（下巻翻訳）、寺門和夫（監修）、筑摩書房、2000年。ISBN 4-480-86057-6, 4-480-86058-4

### 日本語サイト

#### 国家機関 / 公共施設
- ミール宇宙ステーションステータス情報（1997年7〜月2001年3月）JAXA HP - 宇宙航空研究開発機構 (JAXA)
- 宇宙ステーション「ミール」の情報収集の現状について - 文部科学省
- 苫小牧市科学センター ミール展示館 公式HP
- 宇宙の方船に乗って・・・未来を探る旅へ - archive.today（2013年4月27日アーカイブ分） 苫小牧市科学センター、科学センターパンフレットより抜粋
- ミールステーションの記録 - ウェイバックマシン（2003年10月20日アーカイブ分） はまぎんこども宇宙科学館 / （財）横浜市青少年育成協会

#### 企業 / TV番組
- ダイニングテーブルを囲んで 三菱電機 DSPACE／1月コラムVol.3［ISSの食事スタイル：林公代］
- 宇宙ステーション落下を食い止めろ!地球を救った3人の男達! - ウェイバックマシン（2006年6月16日アーカイブ分） 特命リサーチ200X 2003年7月20日付
- 死まであと7分　旧ソ連の宇宙ステーション事故の真相(ナショナルジオグラフィック日本語記事、日経新聞、2021年4月17日記事)

### 英語サイト
- CNN - 3-D - Mir